# HbbTV

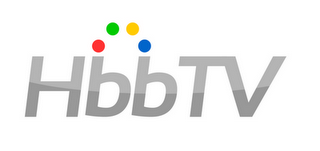
Logo HbbTV

Hybrid Broadcast Broadband TV (HbbTV) je funkce chytrých televizí, která kombinuje televizní vysílání s širokopásmovým internetem. V Česku se televize vybavené touto funkcí označují jako hybridní. V roce 2010 bylo HbbTV uznáno vysílacím standardem Evropského ústavu pro telekomunikační normy.
Hybridní televize slučuje na obrazovce výhody standardního televizního vysílání s možnostmi příjmu jakéhokoliv obsahu šiřitelného po internetu. Nejčastěji se jedná o rozšířený TV program, archiv či možnost zpětného přehrávání. Pomocí HbbTV lze též zobrazovat informace o právě vysílaném programu jen ve výřezu obrazovky, zatímco divák může dál sledovat televizní pořad. Například při sledování sportovního utkání si může divák vyhledat průběžné výsledky jiných zápasů, statistiky apod. Komerční televizní stanice také pomocí HbbTV zobrazují reklamy.
Pro ovládání rozhraní HbbTV se užívá běžných dálkových ovladačů, konkrétně pak čtyř barevných tlačítek, která jsou rovněž zobrazena v logu HbbTV.
U drtivé většiny moderních televizorů, s výjimkou televizorů společnosti Samsung, se funkce HbbTV aktivuje okamžitě poté, co televizor přijímá zároveň internet a televizní vysílání a pokud funkce není zakázána v nastavení. U televizorů společnosti Samsung je zapotřebí do zařízení nainstalovat specializovanou aplikaci.

## HbbTV v Česku
Vysílání hybridních služeb na území České republiky zahájila jako první v květnu 2012 Česká televize pod obchodním názvem ČT bod. HbbTV je nyní vysíláno na všech programech ČT. Jako první komerční stanice se k ČT přidalo Óčko, poté Prima a Nova. Hybridní vysílání nabízejí také Seznam TV a TV Noe. Hybridní vysílání testují i televize Šlágr a Barrandov. Do ukončení činnosti roku 2018 nabízela HbbTV také stanice O2 TV FREE, které pomocí HbbTV zajišťovala možnost zapnutí prémiových funkcí pomocí SMS.
Od roku 2019 lze hybridní vysílání využít také u rozhlasových stanic Českého rozhlasu Radio Wave a Radiožurnál.